# Darío Moreno
Darío Moreno, nato David Arugete (Aydın, 3 aprile 1921 – Istanbul, 1º dicembre 1968), è stato un cantante e attore turco di origine ebrea italiana, principalmente attivo in Francia.

## Biografia
Nato in una numerosa famiglia ebraica, Darío Moreno rimase orfano nella prima infanzia quando suo padre, che lavorava in una stazione ferroviaria di Aydın, fu ucciso in circostanze tragiche. La madre lo sistemò allora nell'orfanotrofio sefardita di Smirne il Nido de guerfanos, dove rimase fino a quattro anni. Seguì l'istruzione primaria negli istituti scolastici ebraici di Smirne e poi, durante la giovinezza, svolse diversi lavori mentre continuava la propria formazione: da fattorino nello studio legale degli avvocati della città, alla fine divenne impiegato d'ufficio mentre, di sera, studiava francese nella Biblioteca Centrale di Smirne. Imparò anche a suonare la chitarra da autodidatta e con lezioni occasionali da conoscenti.
A vent'anni era già diventato un noto cantante a Smirne, in particolare tra la comunità ebraica. Durante il servizio militare nell'esercito turco, fu impiegato come cantante nei quartieri degli ufficiali in varie guarnigioni; la sua attività musicale da professionista ebbe inizio nella sua città natale subito dopo il congedo militare. Quando cominciò a guadagnare con la sua professione, si trasferì nel quartiere ebraico di Karataş, in una strada che porta al palazzo storico di Asansör (che significa letteralmente "ascensore", perché la gente prende effettivamente un ascensore per andare nella parte superiore del quartiere, separata dalla costa da un pendio ripido). Oggi questa strada è chiamata Darío Moreno Caddesi in suo ricordo.
Ha conosciuto una certa popolarità in Francia alla fine degli anni '60, interrotta dalla sua morte improvvisa per infarto all'età di 47 anni mentre era su un taxi diretto all'aeroporto di Istanbul, dove risiedeva.
Il suo brano più celebre è stato Brigitte Bardot del 1961.

## Discografia

### 33 giri
- Si tu vas a Rio (Philips, 6995102)
- Dario Moreno  (Philips)

## Filmografia parziale
- Vite vendute (Le Salair de la peur), regia di Henri-Georges Clouzot (1953)
- F.B.I. divisione criminale (La Môme vert de gris), regia di Bernard Borderie (1953)
- Operazione dollari (Les femmes s'en balancent), regia di Bernard Borderie (1954)
- Il montone a cinque zampe (Le Mouton à cinq pattes), regia di Henri Verneuil (1954)
- Occhio per occhio (Oeil pour oeil), regia di André Cayatte (1957)
- Tutti possono uccidermi (Tous peuvent me tuer), regia di Henri Decoin (1957)
- X 3 operazione dinamite (Le Feu aux poudres), regia di Henri Decoin (1957)
- Il giovane leone (Oh ! Qué mambo), regia di John Berry (1959)
- Femmina (La Femme et le pantin), regia di Julien Duvivier (1959)
- Sexy girl (Voulez-vous danser avec moi?), regia di Michel Boisrond (1959)
- Pelo di spia (Nathalie, agent secret), regia di Henri Decoin (1959)
- La rivolta degli schiavi, regia di Nunzio Malasomma (1960)
- La prigioniera (La Prisonnière), regia di Henri-Georges Clouzot (1968)